# Meyer-Schuster-omlegging
De Meyer-Schuster-omlegging is een chemische reactie waarbij een isomerisatie plaatsvindt van een secundaire of tertiaire α-alkynol tot een α,β-onverzadigde carbonylverbinding. Een α-alkynol is een alcohol met een alkynylgroep (-C≡C-) die één koolstofatoom verwijderd is van de hydroxylgroep (-OH); die noemt men propargylische alcoholen.
De reactie wordt gekatalyseerd met een zuur. Als de alkynylgroep een terminale groep is (R" is een proton), resulteert de reactie in een aldehyde; anders verkrijgt men een keton.
De reactie is genoemd naar Kurt H. Meyer en Kurt Schuster, die in 1922 vonden dat 1,1,2-trifenyl-2-propynol in aanwezigheid van geconcentreerd zwavelzuur of andere zuren omgezet werd in 1,3,3-trifenylpropenon, een α-β-onverzadigd keton. Lewiszuren kunnen ook als katalysator fungeren.

## Reactiemechanisme
- Protonering van het alcohol gevolgd door afsplitsing van een watermolecule, geeft een alkynyl kation dat zich omlegt in een allenyl kation (bovenste rij in de figuur)
- Een watermolecule valt het carbokation in het allenyl kation aan, waarna deprotonering gebeurt en ten slotte tautomerisatie tot de α,β-onverzadigde carbonylverbinding (onderste rij).

Kenmerkend voor de reactie is de [1,3]-shift van de hydroxylgroep (linksboven t.o.v. rechtsonder in de figuur).

## Rupe-omlegging
De verwante Rupe- of Rupe-Kambli-omlegging treedt naast de Meyer-Schuster-omlegging op wanneer het uitgangsproduct een tertiair propargylisch alcohol is met een terminale alkynylgroep. Waar de Meyer-Schuster-omlegging een aldehyde oplevert, resulteert de Rupe-omlegging in een α,β-onverzadigde keton via een formele [1,2]-shift van de hydroxylgroep: